# 宋史紀事本末
『宋史紀事本末』（そうしきじほんまつ）は、明朝に作られた中国の紀事本末体の歴史書で、宋代の事件を全109項目に分けて説明したものである。
本書の編纂に関わった人間は数多く、馮琦・沈越・沈朝陽・陳邦瞻・劉曰梧・徐申の6人を挙げることができる。しかし実質的には、馮琦の『宋史紀事本末』と沈越の『宋史事紀』を下敷きに陳邦瞻が完成させたもので、陳邦瞻の手による部分は全体の7割に及ぶ。本書は同じ陳邦瞻の編著『元史紀事本末』とともに、かつては宋元時代の研究に多く用いられた。原刻本は28巻109篇。
本書は宋代の重要事件を網羅し、『宋史』理解の重要典籍の一つに数えられてきた。しかし明代の正統論の影響を受け、宋代の歴史の中に遼・金・元 の事件を混ぜており、『四庫提要』ではこの点が批判されている。
本書には原刻28巻本のほか、『元史紀事本末』『通鑑紀事本末』と合刻された10巻本、明末の張溥の「論正」を加えた109巻本、張溥の「論正」を省いた109巻本があるが、いずれも本文は同じものである。また1977年に中華書局から校点本が発行された。また本書と同時代を扱った他の紀事本末体の歴史書に、楊仲良『続資治通鑑長編紀事本末』、彭百川『太平治蹟統類』（以上、北宋のみ）、李銘漢『続資治通鑑紀事本末』（元を含む）がある。

## 関係項目
- 宋史
- 元史紀事本末